# Championnat de France de football de deuxième division 1987-1988
Navigation
Division 2 1986-1987 Division 2 1988-1989
Le Championnat de France de football Division 2 1987-1988 a vu la victoire du RC Strasbourg.

## Les 36 clubs participants
| Groupe A - GFC Ajaccio - Olympique d'Alès - SC Bastia - SO Châtellerault - CLS Dijon - FC Grenoble - FC Gueugnon - Istres Sports - USF Le Puy - CS Louhans-Cuiseaux - Olympique lyonnais - FC Martigues - FC Montceau - Nîmes Olympique - US Orléans - FC Sète - FC Sochaux - Tours FC | Groupe B - SC Abbeville - Angers SCO - AS Beauvais - SM Caen - USL Dunkerque - Entente MF 77 - EA Guingamp - AEP Bourg-sous-la-Roche - FC Lorient - FC Mulhouse - AS Nancy-Lorraine - Quimper Cornouaille FC - Stade de Reims - Stade rennais FC - FC Rouen - CO Saint-Dizier - RC Strasbourg - US Valenciennes-Anzin |

## Groupe A

### Classement final Groupe A[1]
Victoire à 2 points
| Rang | Équipe              | Pts | J  | G  | N  | P  | Bp | Bc | Diff |
| ---- | ------------------- | --- | -- | -- | -- | -- | -- | -- | ---- |
| 1    | FC Sochaux          | 61  | 34 | 29 | 3  | 2  | 97 | 17 | +80  |
| 2    | Olympique lyonnais  | 44  | 34 | 18 | 8  | 8  | 65 | 44 | +21  |
| 3    | Olympique d'Alès    | 41  | 34 | 15 | 11 | 8  | 39 | 30 | +9   |
| 4    | FC Montceau         | 40  | 34 | 16 | 8  | 10 | 44 | 42 | +2   |
| 5    | US Orléans          | 36  | 34 | 13 | 10 | 11 | 42 | 39 | +3   |
| 6    | Nîmes Olympique     | 36  | 34 | 15 | 6  | 13 | 40 | 40 | 0    |
| 7    | CS Louhans-Cuiseaux | 33  | 34 | 12 | 9  | 13 | 35 | 34 | +1   |
| 8    | SC Bastia           | 33  | 34 | 15 | 3  | 16 | 41 | 52 | -11  |
| 9    | FC Grenoble         | 32  | 34 | 11 | 10 | 13 | 48 | 61 | -13  |
| 10   | FC Gueugnon         | 31  | 34 | 11 | 9  | 14 | 32 | 28 | +4   |
| 11   | FC Martigues        | 31  | 34 | 9  | 13 | 12 | 41 | 42 | -1   |
| 12   | FC Sète             | 29  | 34 | 8  | 13 | 13 | 35 | 47 | -12  |
| 13   | USF Le Puy          | 28  | 34 | 10 | 8  | 16 | 39 | 46 | -7   |
| 14   | Istres Sports       | 28  | 34 | 10 | 8  | 16 | 39 | 48 | -9   |
| 15   | CSL Dijon           | 28  | 34 | 9  | 10 | 15 | 26 | 40 | -14  |
| 16   | GFCO Ajaccio        | 27  | 34 | 9  | 9  | 16 | 30 | 45 | -15  |
| 17   | Tours FC            | 27  | 34 | 10 | 7  | 17 | 25 | 40 | -15  |
| 18   | SO Châtellerault    | 27  | 34 | 10 | 7  | 17 | 26 | 49 | -23  |

| Légende : Qualifications et relégations | Légende : Qualifications et relégations |
| --------------------------------------- | --------------------------------------- |
|                                         | Promu en Première division              |
|                                         | Participation aux barrages              |
|                                         | Relégation en troisième division        |
|                                         | P : Promu                               |

## Groupe B

### Liste des participants
| Club                    | En D2 depuis | Classement 1987-1988 | Entraîneur                          | Stade                        | Capacité | Nombre de saisons en D2 |
| ----------------------- | ------------ | -------------------- | ----------------------------------- | ---------------------------- | -------- | ----------------------- |
| AS Nancy-Lorraine       | 1987         | 19e (Division 1)     | Robert Dewilder                     | Stade Marcel-Picot           | 37 000   | 4                       |
| Stade rennais FC        | 1987         | 20e (Division 1)     | Raymond Keruzoré                    | Stade de la Route de Lorient | 25 000   | 14                      |
| SM Caen                 | 1984         | 2e (Groupe A)        | Pierre Mankowski                    | Stade de Venoix              | 10 000   | 14                      |
| FC Mulhouse             | 1983         | 3e (Groupe A)        | Raymond Domenech                    | Stade de l'Ill               | 20 000   | 17                      |
| Stade de Reims          | 1979         | 4e (Groupe A)        | Xavier Collin                       | Stade Auguste-Delaune        | 18 000   | 13                      |
| Quimper CFC             | 1983         | 5e (Groupe A)        | Georges Peyroche                    | Stade de Penvillers          | 18 000   | 13                      |
| AS Beauvais             | 1985         | 6e (Groupe A)        | Bruno Metsu                         | Stade Pierre-Brisson         | 5 000    | 2                       |
| USL Dunkerque           | 1966         | 8e (Groupe A)        | Francis Smerecki                    | Stade Marcel-Tribut          | 8 200    | 25                      |
| RC Strasbourg           | 1986         | 9e (Groupe A)        | Henryk Kasperczak                   | Stade de la Meinau           | 45 000   | 7                       |
| EA Guingamp             | 1977         | 10e (Groupe A)       | Yvan Le Quéré puis Jean-Paul Rabier | Stade Yves-Jaguin            | 10 000   | 10                      |
| Angers SCO              | 1981         | 12e (Groupe A)       | Pierre Garcia                       | Stade Jean Bouin             | 20 000   | 20                      |
| US Valenciennes-Anzin   | 1982         | 13e (Groupe A)       | Victor Zvunka                       | Stade Nungesser              | 18 000   | 24                      |
| AEP Bourg-sous-la-Roche | 1986         | 14e (Groupe A)       | Christian Letard                    | Stade Henri Desgrange        | 10 000   | 2                       |
| SC Abbeville            | 1980         | 15e (Groupe A)       | Patrick Gonfalone                   | Stade Paul-Delique           | 7 000    | 7                       |
| CO Saint-Dizier         | 1986         | 16e (Groupe A)       | Robert Buigues                      | Parc des sports municipal    | 5 000    | 1                       |
| FC Rouen                | 1987         | 2e (D3 Nord)         | Arnaud Dos Santos                   | Stade Robert Diochon         | 23 000   | 28                      |
| Entente MF 77           | 1987         | 2e (D3 Est)          | Daniel Malherbe                     | Stade municipal              | 8 000    | 10                      |
| FC Lorient              | 1987         | 1er (D3 Ouest)       | Michel Le Calloch                   | Stade du Moustoir            | 15 000   | 11                      |

### Classement final Groupe B[1]
Victoire à 2 points
| Rang | Équipe                  | Pts | J  | G  | N  | P  | Bp | Bc | Diff |
| ---- | ----------------------- | --- | -- | -- | -- | -- | -- | -- | ---- |
| 1    | RC Strasbourg           | 49  | 34 | 20 | 9  | 5  | 56 | 22 | +34  |
| 2    | SM Caen                 | 49  | 34 | 20 | 9  | 5  | 54 | 22 | +32  |
| 3    | FC Mulhouse             | 45  | 34 | 19 | 7  | 8  | 49 | 31 | +18  |
| 4    | FC Rouen                | 40  | 34 | 16 | 8  | 10 | 65 | 46 | +19  |
| 5    | AS Nancy-Lorraine       | 38  | 34 | 13 | 12 | 9  | 44 | 31 | +13  |
| 6    | Angers SCO              | 38  | 34 | 14 | 10 | 10 | 39 | 38 | +1   |
| 7    | Stade de Reims          | 35  | 34 | 12 | 11 | 11 | 42 | 40 | +2   |
| 8    | USL Dunkerque           | 34  | 34 | 11 | 12 | 11 | 34 | 34 | 0    |
| 9    | US Valenciennes-Anzin   | 33  | 34 | 10 | 13 | 11 | 35 | 43 | -8   |
| 10   | Stade rennais FC        | 32  | 34 | 11 | 10 | 13 | 33 | 33 | 0    |
| 11   | SC Abbeville            | 31  | 34 | 11 | 9  | 14 | 31 | 36 | -5   |
| 12   | EA Guingamp             | 31  | 34 | 9  | 13 | 12 | 42 | 55 | -13  |
| 13   | AS Beauvais             | 31  | 34 | 9  | 13 | 12 | 23 | 37 | -14  |
| 14   | Quimper Cornouaille FC  | 29  | 34 | 10 | 9  | 15 | 42 | 43 | -1   |
| 15   | AEP Bourg-sous-la-Roche | 26  | 34 | 9  | 8  | 17 | 33 | 40 | -7   |
| 16   | CO Saint-Dizier         | 25  | 34 | 9  | 7  | 18 | 25 | 40 | -15  |
| 17   | Entente MF 77           | 23  | 34 | 7  | 9  | 18 | 23 | 46 | -23  |
| 18   | FC Lorient              | 23  | 34 | 6  | 11 | 17 | 34 | 67 | -33  |

| Légende : Qualifications et relégations | Légende : Qualifications et relégations |
| --------------------------------------- | --------------------------------------- |
|                                         | Promu en Première division              |
|                                         | Participation aux barrages              |
|                                         | Relégation en troisième division        |
|                                         | P : Promu                               |

## Barrages
- Match de Pré-barrages' : Olympique lyonnais - FC Mulhouse 4-0

SM Caen - Olympique d'Alès 1-1 tab 3-2
- Barrage : Olympique lyonnais - SM Caen 2-1 / 0-2 (2-3)
- Barrage D1-D2 : Chamois niortais (D1) - SM Caen (D2) 1-1 / 0-3 (1-4)
- Match des champions : FC Sochaux - RC Strasbourg 1-2 / 0-1 (1-3)

## Tableau d'honneur
- Montent en D1 : RC Strasbourg, FC Sochaux, SM Caen
- Descendent en D2 : Brest Armorique FC, Le Havre AC, Chamois niortais
- Montent en D2 : FC Annecy, Clermont Foot, US Créteil-Lusitanos, Le Mans UC, Stade Rodez, Le Touquet AC
- Descendent en D3 : GFC Ajaccio, SO Châtellerault, Entente MF 77, FC Lorient, CO Saint-Dizier, Tours FC

## Buteurs
| Place | Joueur           | Nationalité | Club                   | Buts | Groupe |
| ----- | ---------------- | ----------- | ---------------------- | ---- | ------ |
| 1er   | Patrick Martet   | France      | FC Rouen               | 26   | Gr B   |
| 2e    | Ray Stephen      | Écosse      | AS Nancy-Lorraine      | 21   | Gr B   |
| 3e    | Didier Monczuk   | France      | Quimper Cornouaille FC | 20   | Gr B   |
| 4e    | Jean-Pierre Orts | France      | Olympique lyonnais     | 18   | Gr A   |
| 5e    | Stéphane Paille  | France      | FC Sochaux             | 18   | Gr A   |